# Erika Taube
Erika Taube (Nossen, 22 de novembro de 1933 - Markkleeberg, 3 de julho de 2020) foi uma etnóloga e folclorista alemã. Ela tornou-se conhecida devido à sua pesquisa sobre os tuvanos do Altai mongol. Ela foi premiada com o Friedrich-Weller-Preis em 1996.
Taube morreu em Markkleeberg no dia 3 de julho de 2020, aos 86 anos.